# Гиври
Гиври́ (фр. Guivry) — коммуна во Франции, находится в регионе Пикардия. Департамент коммуны — Эна. Входит в состав кантона Шони. Округ коммуны — Лан.
Код INSEE коммуны — 02362.

## Население
Население коммуны на 2010 год составляло 263 человека.
| 1962 | 1968 | 1975 | 1982 | 1990 | 1999 | 2010 |
| ---- | ---- | ---- | ---- | ---- | ---- | ---- |
| 316  | 250  | 221  | 235  | 229  | 221  | 263  |

## Экономика
В 2010 году среди 176 человек трудоспособного возраста (15—64 лет) 125 были экономически активными, 51 — неактивными (показатель активности — 71,0 %, в 1999 году было 69,6 %). Из 125 активных жителей работали 105 человек (57 мужчин и 48 женщин), безработных было 20 (13 мужчин и 7 женщин). Среди 51 неактивных 11 человек были учениками или студентами, 25 — пенсионерами, 15 были неактивными по другим причинам.